# Eliseo Soriano
Eliseo Fernando Soriano (Pasay, 4 de abril de 1947 – Florianópolis, 11 de fevereiro de 2021), ou simplesmente Eli Soriano, foi um líder cristão filipino. Ele é conhecido informalmente como Bro, Brother Eli e, no Brasil, Irmão Eli (pronuncia-se ['ɛli]).
Soriano é conhecido por seu método de ensinar a Bíblia em "exposições", onde ele "expõe" as doutrinas do Evangelho e os erros doutrinários de vários outros grupos religiosos. Em algumas ocasiões, ele utiliza de palavras rígidas em seus programas de televisão. Isso fez dele um pastor polêmico e seus inimigos fizeram muitas acusações contra ele.

## Biografia na Igreja
Em 1969, Nicolas Antiporda Perez que era ministro presidente da igreja, deu a Soriano o título de único ministro na "Igreja de Deus em Cristo Jesus". Rumores estavam circulando que Soriano iria ser o sucessor de Perez. Porém, depois da morte de Nicolas Perez em 1975, Levita Gugulan era designado como Ministro Geral Presidindo temporariamente o grupo. Em 1976, Soriano e os aliados dele deixaram a Gugulan. Em 1977, Soriano registrou um grupo novo, como "Iglesia ng Dios kay Kristo Hesus, Haligi at Saligan ng Katotohanan" ("Church of God in Christ Jesus, Pillar and Ground of Truth" em English).
Em 2004, Soriano renomeou o igreja como Membros da Igreja de Deus Internacional (em tagalo: Mga Kaanib sa Iglesia ng Dios Internasyonal; em Ingles: Members Church of God International).
Atualmente, Membros da Igreja de Deus Internacional (MIDI) é uma organização religiosa presidida pelo Irmão Eliseo F. Soriano e o Irmão Daniel S. Razon, Presidente e Vice-Presidente, respectivamente. Por vezes considerada uma seita, a igreja rejeita Dogmas, como o dogma da Santíssima Trindade, considerando Deus Pai uma entidade acima de Cristo e do Espírito Santo. Na igreja, Eli Soriano é tratado como um grande especialista da Bíblia. Eli tem um programa internacional de televisão, chamado de "O Caminho Antigo" (também conhecido como "The Old Path" (inglês), "Ang Dating Daan" (tagalo), "El Camino Antiguo" (espanhol) ou "Via Antiqua" (latim)). Soriano esta ativamente pregando em muitos países, utilizando tecnologias modernas, como televisão e internet.
Atualmente, ele está no exílio. Isso ocorre por conta de muitas das acusações feitas contra ele por seu principal adversário religioso, a Iglesia ni Cristo (Igreja de Cristo, uma seita filipina). Soriano afirma que a Igreja de Cristo usou a influência política para se proteger enquanto fazia suas ameaças de morte contra ele. Este oponente religioso também apresentou muitos casos contra Soriano e alguns foram retirados, enquanto alguns ainda estão pendentes.
Morreu no dia 11 de fevereiro de 2021, por causas não divulgadas pela Igreja de Deus Internacional. 

## Obras de caridade
Soriano, com a ajuda do sobrinho dele Daniel Razon, tem encabeçado muitos projetos para pessoas carentes. Esses projetos incluem exames médicos e dentários grátis, transporte de Ônibus gratuito e uma casa transitória grátis para pessoas sem-lar. Soriano e Razon criaram um programa de bolsa de estudos de faculdade grátis ao "La Verdad Christian School" em Metro Manila que proverá bolsas de estudos a mocidade meritória.